# Первый рыцарь
«Первый рыцарь» — приключенческий кинофильм, основанный на Артуриане. В отличие от большинства произведений о короле Артуре, фильм лишён магических элементов и основывается не на произведениях Томаса Мэлори, а на более ранних источниках, в частности на незаконченном романе Кретьена де Труа «Рыцарь телеги, или Ланселот».
Фильм получил рейтинг PG-13 за некоторые жестокие бои.

## Сюжет
Артур из Камелота посвятил всю жизнь объединению и воцарению на Альбионе торжества мира и справедливости. Одержав победу во всех войнах, он чувствует, что его миссия завершена и он может позволить себе жениться. Леди Гвиневра, после смерти отца стала правительницей Лайонесса. Её подданные страдают от нападений враждебного соседа Малагана, пытающегося захватить и подчинить Лайонесс. Гвиневра решает выйти замуж за Артура и получить его покровительство. Во время поездки в Камелот к жениху, на кортеж Гвиневры нападают люди Малагана. Ланселот зарабатывает на жизнь мечом, но не как наёмник, а скорее как ярмарочный артист, развлекая селян своим мастерством. Ланселот, случайно проезжавший поблизости и спасает будущую королеву. Между ними возникают сильные взаимные чувства, но Гвиневра, скованная обещаниями и преданностью королю Артуру, отказывается от любви Ланселота. 
Ланселот приезжает в Камелот перед свадьбой. На городской площади развлечение – желающие могут пройти испытание воинского мастерства на своеобразном симуляторе. Прошедший получит приз – поцелуй будущей королевы. Ланселот единственный прошел опасное для жизни испытание, но ограничился поцелуем руки королевы. Ланселот своим мужеством заслужил аудиенцию у Артура. Король приглашает его к круглому столу и рассказывает о своей философии. Сильные не должны использовать силу во зло, а должны помогать слабым. Позднее Артур приглашает на заседание круглого стола Малигана, который когда-то входил в число 12 рыцарей, но покинул окружение короля из-за разногласий. Малиган и Артур не смогли договориться. Ночью люди Малагана вероломно крадут Гвиневру и скрываются из Камелота. За ними отправляется Ланселот, притворившийся посланником от короля, который готов обсудить условия выкупа. Ланселоту удаётся отбить Гвиневру и вернуться с ней в Камелот.
В знак благодарности Артур принимает Ланселота в рыцари, и он занимает место вакантное после Малигана. Артур направляет войско в Лайонесс и наносит поражение силам Малагана. Ланселот героически сражается и полностью заслуживает звание рыцаря. После битвы он встречается с Гвиневрой и просит разрешения покинуть город, чтобы не компрометировать любимую. Однако Гвиневра останавливает его, напомнив, что должна ему поцелуй. Влюблённые бросаются в объятья и их близость нарушает король Артур. За государственную измену Ланселоту грозит смертная казнь. Во время судебного слушания на городской площади и сразу после вынесения приговора на город неожиданно нападают силы Малигана. Преступник, которому минуты назад грозила плаха, принимает участие в отражении атаки и помогает нанести поражение напавшим. В решающей схватке Ланселот поражает Малигана. Артур смертельно ранен и, умирая, прощает и благословляет Ланселота и Гвиневру.

## В ролях
| Актёр              | Роль                     |
| ------------------ | ------------------------ |
| Шон Коннери        | король Артур             |
| Ричард Гир         | Ланселот                 |
| Джулия Ормонд      | леди Гвиневра Лионесская |
| Бен Кросс          | Малаган                  |
| Лиам Каннингем     | Агравейн                 |
| Кристофер Вилльерс | Кей                      |
| Валентайн Пелка    | Патриз                   |
| Колин Маккормак    | Мейдор                   |
| Алексис Денисоф    | Гахерис                  |
| Ральф Айнесон      | Ральф                    |
| Джон Гилгуд        | Освальд                  |

## Съёмки
- Сначала на одну из главных ролей хотели пригласить Мела Гибсона.
- В фильмографии Шона Коннери это не первая картина, поставленная по мотивам легенд о короле Артуре и рыцарях Круглого стола. В 1984 году Коннери снялся в фильме «Меч отважного. Легенда о сэре Гавейне и Зелёном рыцаре», где сыграл Зелёного рыцаря. Фильм основывался на легенде о сэре Гавейне из Артуровского цикла.
- На раннем этапе разработки проекта к нему был причастен Теренс Янг, режиссёр первых трех фильмов о Джеймсе Бонде. Если бы его не сменил Цукер, это было бы первое воссоединение Янга и Коннери за 30 лет. Теренс Янг скончался в сентябре 1994 года.
- Британская писательница Элизабет Чедвик осуществила новеллизацию фильма в виде романа «First Knight: A Novelization»[3].